# Храстовец в Словенских горицах
Храстовец в Словенских горицах (словен. Hrastovec v Slovenskih goricah) је насељено место у општини Ленарт, Подравска регија, Словенија.

## Историја
До територијалне реорганизације у Словенији био је у саставу старе општине Ленарт.

## Становништво
У попису становништва из 2011. године, Храстовец в Словенских горицах имао је 518 становника.
| Број становника према пописима | Број становника према пописима | Број становника према пописима |
| ------------------------------ | ------------------------------ | ------------------------------ |
| 1991                           | 2002                           | 2011                           |
| 111                            | 116                            | 518                            |

## Галерија
- Река Песница која протиче код Храстовец в Словенских горицах
- дворац